# Paidia rica
Paidia rica är en fjärilsart som beskrevs av Freyer 1855. Paidia rica ingår i släktet Paidia och familjen björnspinnare. Inga underarter finns listade i Catalogue of Life.